# Кендо
Кендо (на японски: 剣道) е японски боен спорт и изкуство за фехтоване, създадено за да подпомогне самоусъвършенстването чрез трениране в принципите на изкуството на меча.

## История
От най-ранното самурайско управление по време на периода Камакура (1185 – 1233), боят с меч, заедно с язденето и стрелбата с лък, били основните военни занимания на военните кланове. През този период кендо се развило под силното влияние на Дзен будизма. Самураят можел да приравни незачитането на собствения си живот по време на битка, което се смятало задължително за победа в индивидуална битка, с будистката идея за илюзорната природа на разделението между живота и смъртта.
Тези майстори на меча основали школи по кенджуцу (предшественика на кендо), които продължили дейността си с векове и които са основата на кендо днес. Имената на училищата отразяват същината на просветлението на техните създатели. Така Ито-рю (школа „един меч“) идва от идеята на основателя, че всички възможни удари с меча идват от и се съдържат в един оригинален основен удар. Муто (школа „липса на меч“) изразява разбирането на основателя Ямаока Тешу, че „Няма меч извън съзнанието.“ По подобен начин Мунен Мусо-рю („никаква цел, никакво предубеждение“) изразява разбирането, че основата на кенджуцу превъзхожда мисловния процес. Поредиците кендо упражнения, познати като ката, са били разработени преди няколко века като кенджуцу упражнения за войни и все още се изучават, макар и променени.
Въвеждането на бамбукови тренировъчни мечове (шинай) и броня (богу) в „кен“ тренировките се приписва на Наганума Сирозаемон Кунисато през ерата Шотоку (1711 – 1715). Наганума развил използването на кендо-гу (богу) (защитна екипировка) и въвел тренировъчен метод, използвайки шиная.
Това се смята за основата на модерното кендо. Кендо започнало да прилича на модерната си форма към края на 18 век. Използването на шинай и броня позволило да се правят удари и мушкания с всичка сила, без да се наранява опонентът. Този напредък, заедно с развитието на установени тренировъчни методи, поставил основата на модерното кендо.
Понятия като мушин (無心, むしん), или „празен ум“, са заимствани от Дзен будизма и се смятат за съществени за достигане на високо ниво в кендо. Фудошин (不動心, ふどうしん), или „неподвижен ум“, е качество, свързано с божеството Фудо Мьо-О, един от петте „крале на светлината“ в Шингон Будизма. Фудошин означава, че кендоката не може да бъде подведен от заблудите на гнева, съмненията, страха или изненадата, които се раждат от действията на противника. По този начин днес е възможно да се предприеме подобно търсене на духовно извисяване, каквото са следвали някогашните самураи.